# Liechtensteiner-Cup 1984-1985
La Liechtensteiner-Cup 1984-1985 è stata la 40ª edizione della coppa nazionale del Liechtenstein conclusa con la vittoria finale del Vaduz, al suo ventesimo titolo.
Della competizione è noto solo il risultato della finale.

## Finale
| Balzers | Vaduz | 3 – 1 | USV Eschen/Mauren |  |